# Maskulinisme
Maskulisme eller maskulinisme dækker over en række ideologier og bevægelser som arbejder for mænds frigørelse, rettigheder og ligestilling.
Maskulinisme er således en bred social, politisk og kulturel bevægelse, der går ind for mænds rettigheder, problemer og interesser, med et særligt fokus på at udfordre og adressere de opfattede ulemper og den opfattede diskrimination, som mænd står over for i samfundet. Dele af bevægelsen ses nogle gange som en parallel til feminisme, der har til formål fremme ligestilling mellem kønnene. Maskulinisme er dog et mangefacetteret begreb, og dets tilhængere kan have forskellige mål og prioriteter. Nogle maskulinister hævder, at mænd oplever særlige udfordringer og ulemper inden for områder som uddannelse, sundhedspleje, familieret og samfundsmæssige forventninger omkring traditionelle kønsroller. De kan også være optaget af spørgsmål som mænds mentale sundhed og positive faderskabsroller.

## Ideologiske tilgange og sociopolitiske bevægelser
Maskulinisme refererer til forskellige ideologiske tilgange og sociopolitiske bevægelser, der går ind for mænds og drenges rettigheder, interesser og anliggender. I lighed med feminisme, der fokuserer på kvinders rettigheder og ligestilling, søger maskulinisme at adressere kønsspecifikke udfordringer, som mænd står over for. Det er vigtigt at bemærke, at maskulinisme er en meget bred betegnelse og kan omfatte flere forskellige perspektiver og tilgange, der kan have indbyrdes modsætninger. Disse tilgange kan fokusere på forskellige aspekter af mænds oplevelser, rettigheder og udfordringer i samfundet. Her er nogle af de vigtigste tilgange:

### Mænds frigørelse
Bevægelsen for mænds frigørelse stræber mod ligestilling mellem kønnene. Den er den mandlige pendant til kvindebevægelsen. Den er knyttet til eller en udløber af mandebevægelsen, som i 1970’erne søgte ligestilling. På engelsk kaldes bevægelsen for Men’s Liberation Movement.
Bevægelsen omkring mændenes frigørelse har været kritisk over for den tidligere manderolle og positiv over for feminisme. Den har således et mål om at frigøre mænd fra traditionelle kønsroller. Allerede i 1970’erne begyndte mandebevægelsen således at eksperimentere med nye identiteter og roller for mænd.

### Postiv maskulinitet
I det 21. århundrede findes også bevægelsen for positiv maskulinitet. Dette perspektiv fokuserer på at fremme positive aspekter af maskulinitet og samtidig udfordre skadelige stereotyper og adfærd. Det tilskynder mænd til at udtrykke deres følelser, fremme sunde forhold og engagere sig i ikke-voldelig kommunikation. Positiv maskulinitet har til formål at omdefinere traditionelle kønsroller og fremme en mere inkluderende og progressiv forståelse af, hvad det vil sige at være mand.

### Bevægelsen for mænds sundhed
Denne tilgang fokuserer på at adressere mænds specifikke sundhedsudfordringer, såsom højere selvmordsrater, psykiske problemer og lavere forventet levetid. Bevægelsen for mænds sundhed opstod i 1990`erne og har til formål at øge bevidstheden og støtte mænds fysiske og psykiske velbefindende.

### Kritik af traditionel maskulinitet
Nogle maskulinistiske perspektiver kritiserer traditionelle forestillinger om maskulinitet og argumenterer for, at stive kønsroller kan være skadelige for mænd selv og fastholde skadelig adfærd. De går ind for en mere fleksibel og følelsesmæssigt åben forståelse af maskulinitet.
Nogle grene af maskulinismen undersøger kritisk, hvordan mænd fremstilles i medier, reklamer og populærkultur. De søger at udfordre påstået skadelige stereotyper og fremme mere forskelligartede repræsentationer af mænds oplevelser og identiteter.

### Mænds rettigheder
Kampen for mænds rettigheder er en anden og nyere ideologi, der kan betragtes som en pendant til feminismen. Den tager blandt andet udgangspunkt i en opfattelse af, at mænd i dag bliver domineret af kvinder og ikke omvendt. Maskulinismen opstod især i 1980’erne som en reaktion imod anden bølge feminismen. Tanken er blandt andet, at mænd ikke skal underkaste sig kvinder.
Denne bevægelse kaldes også Men’s Rights Movement, og den har blandt andet kritiseret det, der opfattes som diskrimination af mænd. Denne tilgang til centreret om at adressere juridiske, sociale og kulturelle spørgsmål, der opfattes som uforholdsmæssigt negative for mænd. Bevægelsen kan gå ind for ændringer i familielovgivningen, forældrerettigheder, forældremyndighedsspørgsmål og støtte til mandlige ofre for vold og misbrug i hjemmet.
En vigtig del er bevægelsen for fædres rettigheder. Denne tilgang handler om at tale for fædres rettigheder i forældremyndighedskampe og familieretssager. Den har til formål at udfordre antagelsen om, at kvinder i sagens natur er bedre omsorgspersoner og understreger vigtigheden af involveret og plejende faderskab. Flere af disse synspunkter er udbredte i befolkningen. Ifølge en Megafon måling fra 2014, er det største ligestillingsproblem i Danmark fraskilte mænds manglende rettigheder i forbindelse med samkvem med børn.
I 2010’erne og 2020’erne ses en stigende egentlig aktivisme fra mænd, der vender sig imod det, de opfatter som kvinders generelle undertrykkelse af mænd. En del af denne aktivisme går under betegnelsen Men's Human Rights Activism eller Men's Rights Activists (MRA I USA findes blandt andet organisationen A Voice for Men, der ifølge eget udsagn søger at støtte mænd. I England findes det politiske parti Justice for Men and Boys (and the Women Who Love Them).

### Den antifeministiske bevægelse
Nogle fortalere for maskulinisme kritiserer visse aspekter af feminisme og hævder, at den utilsigtet kan overse eller nedtone problemer, som mænd står over for. Disse kritikere søger at fremme en mere afbalanceret tilgang til kønsspørgsmål, der også tager hensyn til mænds erfaringer.
Fra 2010'erne har man set den såkaldte manosfære, som er en samling af antifeministiske bevægelser, der kan betragtes som et modsvar til den radikale feminisme. Manosfæren er i høj grad knyttet til digitale platforme og online fora, og der bruges også betegnelser som meninists og red-pillers om bevægelsen. Disse bevægelser kan betragtes som radikaliserede grupper i forhold til spørgsmålet om mænds rettigheder. Bevægelsen ser således sig selv som en mere radikal modreaktion på det, den opfatter som kvindedomineret samfund: Efter som feminismen hævdes at have overtaget samfundet og undertrykt de naturlige kønsforskelle, hævdes det, at manden må påtage sig en stærk maskulin identitet som modvægt
I tilgangen ser man også det, der hedder Men Going Their Own Way (MGTOW), og den er en separatistisk retning, der opfordrer mænd til at være “meninister” eller “mandister” dvs. undgå at danne relationer til kvinder og helt melde sig ud af ligestillings problematikken. Andre retninger er den amerikanske gruppe Proud Boys den amerikanske Red-pills filosofi, grupperingen 4chan og danske Maskulin Modstand. I den bevægelse er subkulturen incels (involuntary celibates) også blevet kendt. Subkulturen dækker over opfattelsen af at leve i ufrivilligt cølibat, fordi mændene ikke kan finde en kvindelig partner.

### Neomaskulinitet
I det 21. århundrede findes også den neomaskuline bevægelse, der søger at genoprette mænds selvværd ved at fokusere på udviklingen af dyder og moralsk karakter. Den er en bevægelse, der opstod på internettet i begyndelsen af 2010'erne. Den blev primært gjort populær af en blogger og internetpersonlighed ved navn Roosh V, hvis rigtige navn er Daryush Valizadeh. Han forfattede bøger og blogindlæg, der promoverede hans syn på maskulinitet, dating og forhold. Neomaskulinitet kan karakteriseres af traditionelle og konservative overbevisninger om kønsroller, relationer og samfundsdynamikker. Fortalere for bevægelsen fremhæver ofte ideer om mandlig dominans, "alfa-mand"-adfærd og afvisning af ligestilling mellem kønnene. De hævder, at det moderne vestlige samfund har feminiseret mænd, og at en tilbagevenden til traditionelle kønsroller og værdier er nødvendig for at genoprette, hvad de opfatter som den naturlige orden.

## Beslægtede tilgange

### Maskulin spiritualitet
Maskulin spiritualitet, også kendt som mandlig spiritualitet, refererer til en spirituel tilgang eller et spirituelt perspektiv, der specifikt adresserer mænds spirituelle oplevelser, behov og udfordringer. Perspektivet anerkender og udforsker de unikke aspekter af maskulinitet i forbindelse med spiritualitet og personlig vækst og den betydning, spiritualitet kan have for mænds sundhed.
Mange maskuline spirituelle praksisser understreger vigtigheden af fællesskab og gensidig støtte blandt mænd. Gruppeforhold kan give et sikkert rum for mænd til at dele deres spirituelle erfaringer, udfordringer og vækst, hvilket fremmer en følelse af broderskab og kammeratskab. At være nærværende og opmærksom i dagligdagen understreges i maskulin spiritualitet. Det tilskynder mænd til at engagere sig fuldt ud i nuet og udvikle en dybere forståelse af sig selv og deres omgivelser.
I den vestlige verden går traditionen for maskulin spiritualitet tilbage til jødedommen, hvor det maskuline spillede en særlig rolle. I nyere vandt tilgangen desuden indpas i den moderne maskulinisme fra 1970’erne og 1980’erne med den amerikanske mythopoetiske mandebevægelse. Det var en af de vigtigste tidlige strømninger, der især tog udgangspunkt i jungiansk teori. Ifølge bevægelsen var den maskuline identitet gået tabt med det industrialiserede og feminiserede samfund, og moderne mænd havde derfor brug for at genfinde deres spirituelle maskulinitet.

## Teoretiske og faglige perspektiver

### Ideer om maskulinitet
Maskulinitet er et komplekst og mangefacetteret begreb, og der findes forskellige ideer om, hvad maskulinitet er, der er opstået inden for områderne sociologi, psykologi, medicin og kønsforskning. Teorier inden for disse området søger at forstå maskulinitetens udtryk og indvirkning på individer og samfund. Her er nogle af ideerne om maskulinitet:
Inden for biologi og traditionel psykologi defineres maskulinitet som regel som den biologi, psykologi og adfærd, der særligt kendetegner mænd og drenge. De biologiske teorier om om maskulinitet hævder, at visse aspekter af mandlig adfærd og identitet er påvirket af biologiske faktorer, primært kønshormoner og genetiske egenskaber. Ifølge dette perspektiv har hormoner som testosteron, som er til stede i højere niveauer hos mænd end kvinder, en betydelig indflydelse på udviklingen af den adfærd og de karakteristika, der traditionelt er forbundet med maskulinitet.
I moderne socialkonstruktivisme opfattes maskulinitet derimod som de træk, adfærd, roller og karakteristika, der traditionelt er forbundet med mænd og drenge i en given kultur eller et bestemt samfund. Maskulinitet er ifølge denne tilgang en socialt konstrueret og kulturelt specifik idé, hvilket betyder, at definitionen af maskulinitet kan variere på tværs af forskellige samfund og historiske perioder. Hvad der betragtes som maskulint i én kultur, er ikke nødvendigvis det samme i en anden.
Inden for dybdepsykologi kan maskulinitet endelig forstås mere arketypisk, som nogle træk, der findes mest hos mænd, men også kan optræde hos kvinder. Maskulinitet er ikke det samme som biologisk hankøn, da både hanner og hunner kan udvise maskuline træk, omend de er mest dominerende hos hanner.

### Bøger om maskulinitet
Der findes adskillige psykologiske og filosofiske bøger om maskulinitet, som især har bredt sig i slutningen af den moderne tidsalder. Herunder er der flere værker, der betragtes som klassikere. En tidlig repræsentant er Carl Gustav Jungs klassiske bog Aspects of the Masculine, som fokuserer på det arketypisk maskuline. Robert A. Johnsons bog He fokuserer snarere på mandens psykologi. Mens kvinder ofte har den antagelse, at det er let at leve som en mand, gennemgår bogen mandens komplicerede kampe fra barndom til voksenliv. R.W. Connells klassiske bog Masculinities hævder gengæld, at der findes forskellige typer af maskulinitet.
Der findes også en række moderne bestsellere om maskulinitet. David Deida skrev bogen Den maskuline mand, der hævder, at manden må undgå at lade sig kastrere og leve efter et nyt maskulint ideal. Bogen giver således et bud på, hvordan manden kan frigøre sig fra stereotype kønsroller og alligevel leve et maskulint liv på en tid, hvor kvindens rolle bliver større. Bogen har opnået en stor popularitet og er blevet oversat til dansk.
Jack Donovans bog The Way of Men hævder, at det maskuline handler om at kunne vise over for andre mænd, at man har hvad der skal til for at kunne klare udfordringer. Anden del af hans trilogi hedder Becoming af Barbarian hævder, at mænd i stigende grad bliver afkrævet at leve på en civiliseret måde og dermed mister forbindelsen til den rå maskuline urkraft og dermed bliver skrøbelige. Tredje bind hedder A More Complete Beast og hævder, at mænd må undgå at give efter for had og bitterhed over historiens udvikling og i stedet udvikle ædelhed og moralsk karakter.
Psykologen Jordan Peterson har skrevet bogen 12 regler for livet Han vender sig imod feminismens udpegning af det maskuline som giftigt. I den forbindelse diskuterer han betydningen for mænd af disciplin, frihed, eventyrlyst og ansvarlighed.

### Profeministiske teorier
Maskulismen som Pro-feministisk bliver blandt andet fremstillet i John Thorpes bog Masculism: The Pro-Feminist Evolution fra 2016. Bogen hævder, at mænd må frigøre sig fra den traditionelle manderolle for at opnå et godt liv. Grayson Perrys bog The Descent of Man hævder tilsvarende, at den traditionelle manderolle er undertrykkende for manden. Derfor må manden finde en mere blød rolle.

### Antifeministiske teorier
En mindre del litteratur og filosofi er egentlig anti-feministisk. Filosoffen Paul Gottfried hævder, at feminismen har fremkaldt en social katastrofe, der har ødelagt hjem og familier. Han tilhører den såkaldte paleokonservative filosofi, der lægger vægt på traditioner og paternalisme. Bob Lewis' bog The Feminist Lie hævder på lignende vis, at feminismen både har gjort mænd og kvinder til dens ofre. Bogen titel henviser til at antagelse om, at feminisme aldrig har handlet om ligestilling men altid om favorisering af kvinder.

### Kritiske teorier om mænds samfundssituation
Helen Smiths bog Men on Strike: Why Men Are Boycotting Marriage, Fatherhood, and the American Dream - and Why It Matters hævder, at det amerikanske samfund er blevet ikke-mandligt og anti-maskulint, eller et feminiseret samfund. Mænd går ifølge hende bevidst eller ubevidst "i strejke" og boykotter ægteskab, faderskab og karriere fordi samfundet ikke længere giver dem nogle incitamenter til at tage ansvar. Således forsøger mænd at undgå den stigende fjendtlighed som feministerne viser mod dem og den nedvurdering, som kvinderne og samfundet i almindelighed har af mænd.
Bettina Arndts bog #MenToo forsvarer mænd over for den tiltagende tendens til at udskamme mænd. Hun opfatter #MeToo som et led i feministernes korstog mod mænds seksualitet, der betragtes som giftig. Derfor hævder hun, det er på tide, at bryde tavsheden om de problemer, som mænd står over for i dag.
Esther Vilar hævder i The Manipulated Man, at den moderne mand er blevet dresseret og manipuleret af kvinder. Derfor må mænd og kvinder se med nye øjne på deres relation i samfundet, mener hun.

### Danske perspektiver
En vigtig dansk forfatter er professor Hans Bonde, der skrev bogen Fordi du fortjener det (2020). Den bog sætter ligestillingen til debat ved at hævde, at kvinder bliver favoriseret på arbejdsmarkedet. Dermed bliver mænd ifølge forfatteren ikke ligestillede og diskrimineres. Hans Bonde og advokat Jens Ravnkilde påviste i 2015 i Ugeskrift for Retsvæsen, at flere offentlige forskningsinstitutioner ulovligt havde favoriseret kvinder. I bogen Vi vil have vores fair andel fra 2000, hævder Hans Bonde, at den radikale feminisme har vendt ligestillingen på hovedet. I stedet for ligestilling har man fået en omfattende diskrimination af mænd. Professor i filosofi Lars-Henrik Schmidt skrev ligeledes bogen Lear komplekset, hvor han hævder, at kvinder favoriseres, mens mænd diskrimineres.
Psykologen Svend Aage Madsen har hævdet, at kvindernes frigørelse har skabt nogle nye udfordringer for mænd. Det står ifølge ham blandt andet dårligere til for mænd end kvinder hvad angår sundhed, udsathed og kriminalitet. Mandeforskeren Jesper Ravnborg hævder tilsvarende, at mænd er mere ensomme end kvinder. I Danmark har Carl-Mar Møller desuden været en fortaler for, at mænd genfinder deres maskuline identitet.
Erik Volmer Jensens bog Det faderløse samfund fortæller om det nuværende samfund, hvor den faderlige autoritet er forsvundet sammen med pligterne. Resultatet er et individualiseret konkurrencesamfund med blik kun for rettigheder.

## Kritik af maskulinisme
I Danmark findes der også kritik af maskulinismen. Mikkel Thorup har for eksempel skrevet bogen Antifeminisme, hvori han kritiserer den antifeministiske bevægelse. Ifølge Thorup er anti-feminismen udtryk for en form for kvindehad. Samtidig har Henrik Marstal skrevet bogen Breve fra en kønsforræder, hvor han retter en omfattende kritik mod det maskuline.

## Mænds behov, udfordringer og kampe for ligestilling.

### Danske foreninger for Mænd og Drenge
Disse foreninger for mænd er ikke nødvendigvis tilknyttet ideologier:
- Foreningen far blev grundlagt i 1977.[87] Den rådgiver om faderskab, orlov, barsel, mænds sundhed og skilsmisser.
- Manderådet er en organisation der arbejder for at sikre balance mellem kønnene[88].

### Mændenes internationale kampdag / Den Internationale mandedag
19. november 

### Mænds helbred og trivsel
- Selvmords udfordringen hos mænd: På psykiatrifonden kan man se at der fra 2010 til 2018 er et stabilt tal på ca 600 mænd og kvinder som begår selvmord. år 2018 mænd 426 - Kvinder 158 [90] år 2019 629 selvmord Af dem var 470 mænd og 158 kvinder [91] I 2020 blev der registreret 410 selvmord blandt mænd, mens tallet var 170 for kvinder.[92]

```
(Er du selv i krise og har selvmordstanker, kan du ringe til Livslinien på 70 201 201 – er det akut, skal du ringe 112. Du kan finde meget mere information på selvmordsforebyggelse.dk.
```

- Kræft udfordringen hos mænd: Mens kvinder kæmper mod Brystkræft, så har mænd også en dødelig kræftform, nemlig prostatakræft. Kræft betød at i 2019 døde mænd 8.729 - kvinder 7.796, altså 933 flere mænd end kvinder. Mænd får også hyppigere kræft end kvinder mænd 23.51- kvinder 21.932. samt overlevelse rate er en lille snert mindre hos mænd (tallene er fra 2019)[93]

- Skolen som udfordringen hos mænd: starten på mandens liv, og hans første prøve, her ligger drenge under pigerne. det udgav DEA en rapport om, som konkluderede, at drengenes karaktergennemsnit er faldende, mens pigernes er stigende, og at der hos drengene er en forskel på 0,5 - 0,9 karakterpoint lavere i karaktersnit end pigerne ved 9. klasses afgangsprøve siden 2002[94]

- Arbejdet som udfordring: mellem 2016 og 2020 er der beklageligvis omkommet 5 kvinder i forbindelse med en arbejdets ulykke, mens der i samme periode er omkommet 138 mænd [95]

## Yderligere læsning af litteratur
- Arndt, Bettina (2018): "#MenToo". Wilkonson Publishing
- Bonde, Hans (2013): “Fordi du fortjener det – fra feminisme til favorisme”. Gyldendal
- Bonde, Hans (2020): “Vi vil have vores fair andel - på vej mod fifty-fifty-kulturen”. Gyldendal
- Connell, R W (2005): “Masculinities”. Polity Press
- Deida, David (2017): “Den maskuline mand”. Gyldendal
- Div (2017): “Sådan bliver du en mand”. Lindhardt og Ringhof
- Donovan, Jack (2012): “The Way of Men”. DH
- Donovan, Jack (2016): "Becoming a Barbarian". DH
- Donovan, Jack (2018): "A More Complete Beast". DH
- Flood, Michael (2007): “International Encyclopedia of Men and Masculinities”. Routledge
- Fog, Kåre (2013): “ Alfa-han eller tøffelhelt”. Mysis
- Fog, Kåre (2018): “ Fire myter om patriarkatet”. Mysis
- Howes, Lewis (2017): “The Mask of Masculinity. Hay House
- Ironwood, Ian (2013): "The Manosphere: A New Hope for Masculinity": Red Pill Press
- Jensen, Erik Volmer (2010): “Det faderløse samfund”. People’s Press
- Jensen, Jørgen Juul (2019): “Otte mænd, otte uger. En guide til fascilitering af mandegrupper”. Kvm
- Johnson, Robert A. (1989): “He”. Harper and Row
- Jung, Carl Gustav (1989): “Aspects of the Masculine”. Ark
- Kimmel, Michael (2014): “Men and Masculinities”.
- Langemark, Gunnar (2018): “ Skvatmand”. Vilhelm
- Murray, Douglas (2000): “Hordernes hærgen”. Ellekær
- Møller, Carl Mar (2006): “Mænd”. CMM
- Payne, Leanne (2013): “Det maskuline i krise”. Scandinavia
- Perrys, Grayson (2016): “The Descent of Man”. Allen Lane.
- Peterson, Jordan (2018): “12 regler for livet”. Jyllandsposten
- Rasmussen, Anders (2019): “En fandens mand”. Gyldendal
- Smith, Helen (2013): “Men on strike: Why Men Are Boycotting Marriage, Fatherhood, and the American Dream - and Why It Matters ”. Encounter Books
- Vilar, Ester (2009): "The Manipulated Man". Pinter & Martin Ltd; 3rd edition